# Cwi Szner
Cwi (Henryk) Szner (ur. 1912 w Łodzi, zm. 22 sierpnia 1984 w Izraelu), dziennikarz.
Był najstarszym synem Aby (Abla) i Gołdy (Gustawy) z Gliksmanów.
Rodzice byli właścicielami małej tkalni nakładczej, mieszkali przy ul. Głównej (obecnie al. marsz. J. Piłsudskiego) 55.
Ukończył w 1930 Gimnazjum Żydowskie w Łodzi przy ul. Magistrackiej (obecnie ul. Aleksandra Kamińskiego), w którym zdał maturę w języku polskim i hebrajskim.
W szkole wykazywał zainteresowania dziennikarstwem i pracą społeczną. Po ukończeniu gimnazjum zaczął pracować jako wolontariusz w jednej z łódzkich gazet wydawanych w języku jidysz, a utrzymywał się z różnych prac dorywczych. Jednocześnie rozpoczął studia prawnicze i ekonomiczne na Uniwersytecie Warszawskim. Działał w Związku Żydowskich Studentów Socjalistów. Przed ukończeniem studiów rozpoczął naukę w Państwowej Wyższej Szkole Dziennikarskiej.
W latach 1934–1935 odbył służbę wojskową.
Zamieszkał w Warszawie.
W 1936 zaczął pracować w warszawskiej filii instytutu YIVO u socjologa, ekonomisty i publicysty Jakuba Leszczyńskiego jako sekretarz i redaktor czasopisma „Yidisze Ekonomik”. Zamieścił w nim szereg swoich artykułów i publikacji.
Po wybuchu II wojny światowej 6 września 1939 opuścił Warszawę i zgodnie z ogłaszanymi przez radio wskazówkami udał się na wschód. Zatrzymał się w Kowlu, zajętym już przez wojska radzieckie i został aresztowany, a następnie zesłany do gułagu na Syberii.
W 1946 skorzystał z repatriacji, wrócił do Łodzi. Z Icchakiem (Antkiem) Cukiermanem rozpoczął działalność w Centralnym Komitecie Żydów Polskich, gdzie został kierownikiem wydziału kultury i informacji. Redagował pismo partii Poalej Syjon.
W grudniu 1946 był delegatem na kongres syjonistyczny w Bazylei. Tam zawarł małżeństwo z Sarą Nszamit, działaczką organizacji syjonistycznych i w sierpniu 1948 wyemigrował do Izraela.
W 1949 był jednym z założycieli wraz z Antkiem Cukiermanem kibucu Lochamej Hagetaot w Górnej Galilei, w którym w 1950 założył „Muzeum Bojowników Getta im. Icchaka Kacenelsona”. Redagował czasopismo wydawane przez muzeum. Z czasem rozpoczął współpracę z uniwersytetem w Hajfie i publikował prace na temat Holokaustu.